# 文覚

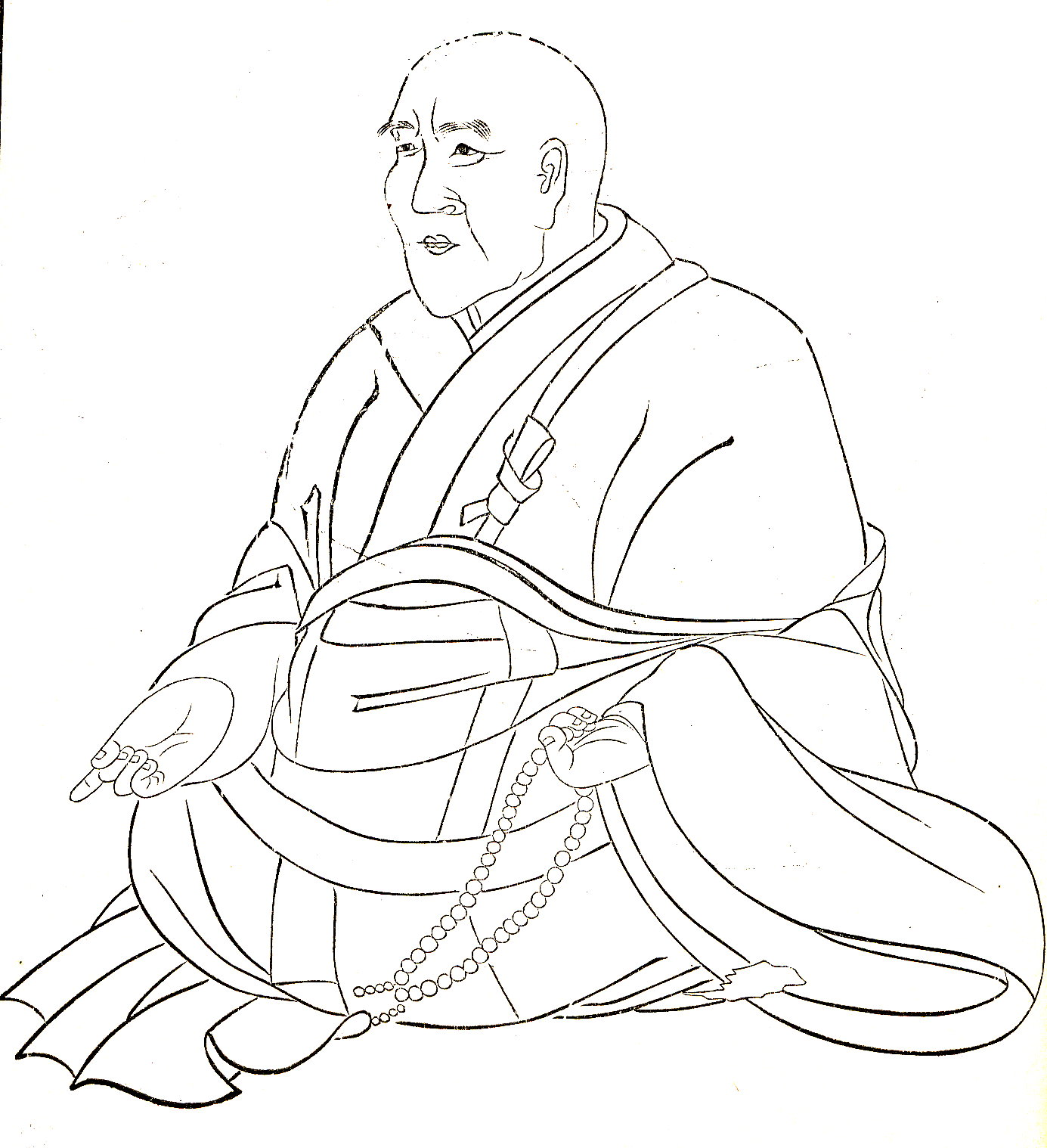
文覚『集古十種』

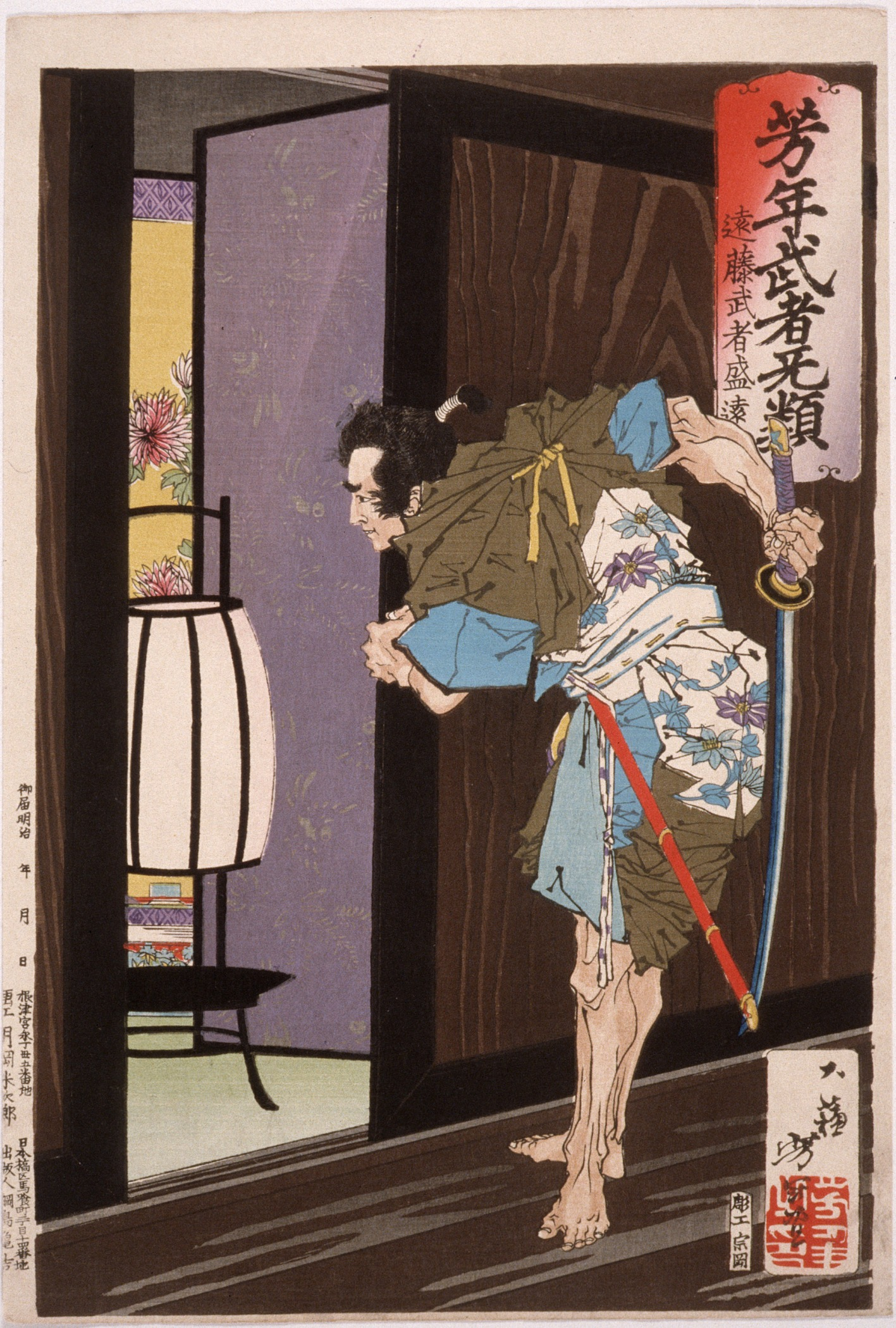
遠藤盛遠を名乗っていた頃の若き文覚。人妻・袈裟御前に恋し、その夫を殺害せんために寝室に忍び寄る。月岡芳年画

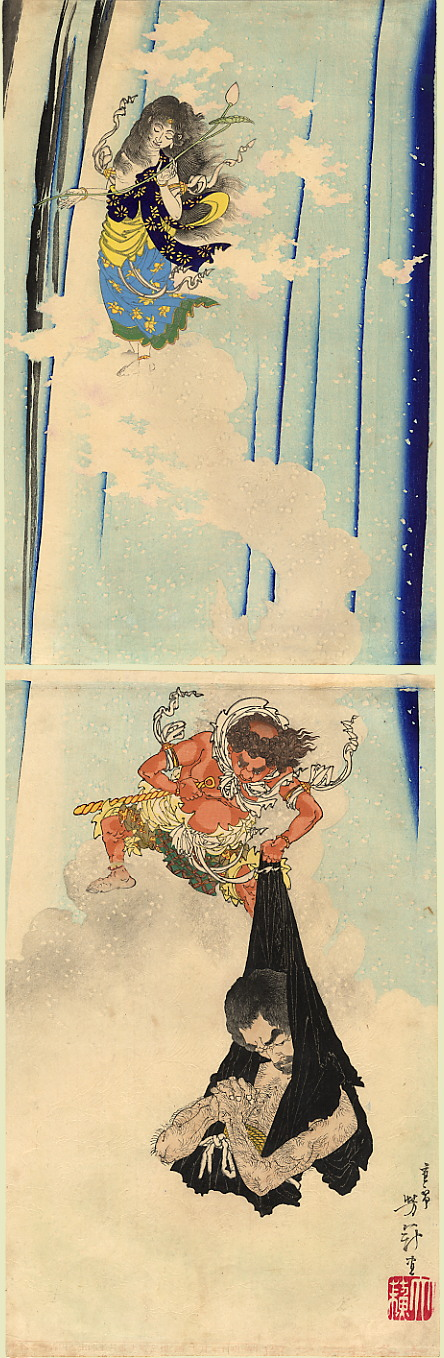
那智滝で滝行を行う文覚と、文覚を助ける矜羯羅童子・制多迦童子（月岡芳年画）

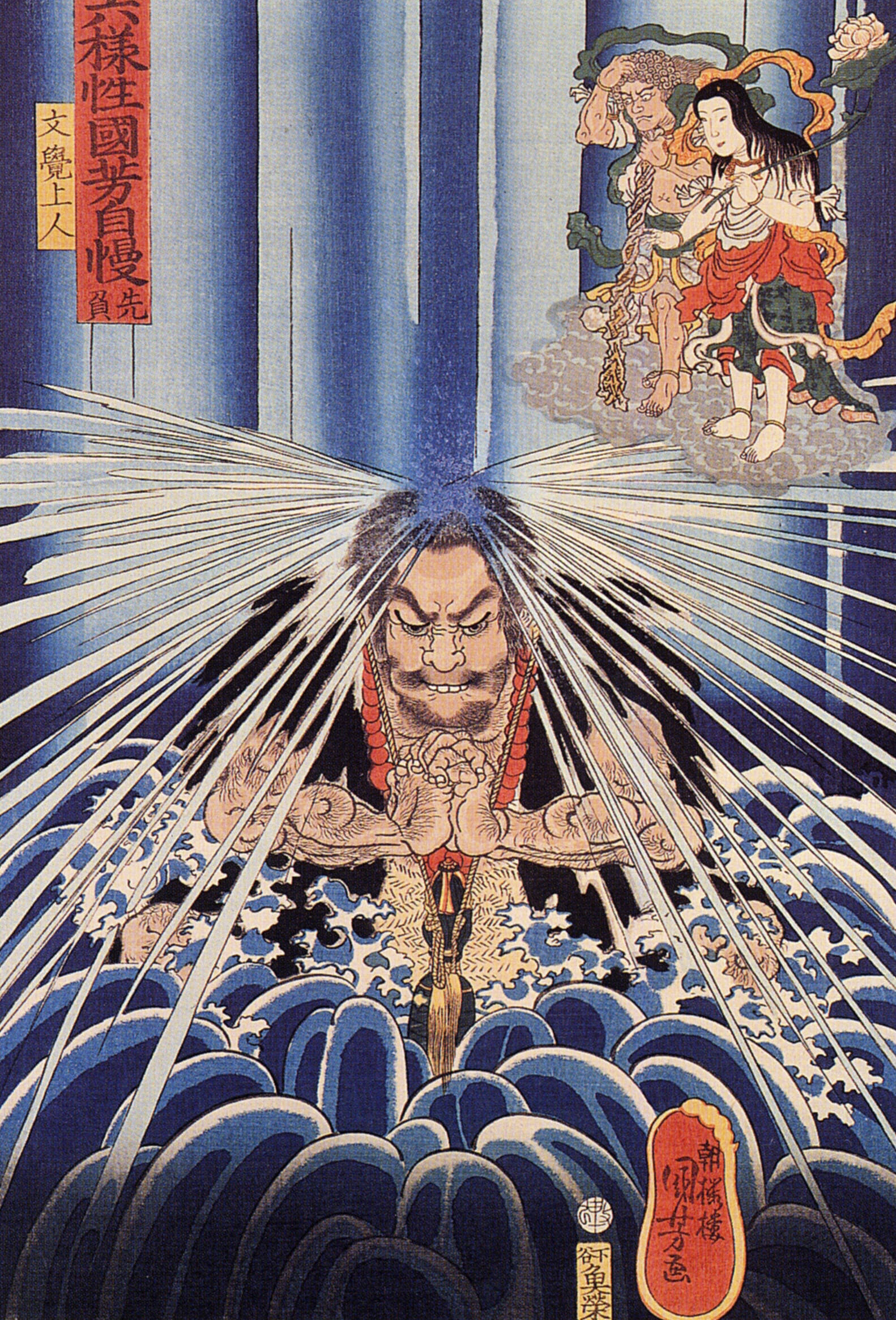
文覚と矜羯羅童子・制多迦童子（歌川国芳画）

文覚（もんがく、生没年不詳）は、平安時代末期から鎌倉時代初期にかけての武士・真言宗の僧。父は左近将監茂遠（もちとお）。俗名は遠藤盛遠（えんどうもりとお）。文学、あるいは文覚上人、文覚聖人、高雄の聖とも呼ばれる。弟子に上覚、孫弟子に明恵らがいる。

## 生涯
摂津源氏傘下の武士団である渡辺党・遠藤氏の出身であり、北面武士として鳥羽天皇の皇女統子内親王（上西門院）に仕えていたが、19歳で出家した。
京都高雄山神護寺の再興を後白河天皇に強訴したため、渡辺党の棟梁・源頼政の知行国であった伊豆国に配流される（当時は頼政の子源仲綱が伊豆守であった）。文覚は近藤四郎国高に預けられて奈古屋寺に住み、そこで同じく伊豆国蛭ヶ島に配流の身だった源頼朝と知遇を得る。のちに頼朝が平氏や奥州藤原氏を討滅し、権力を掌握していく過程で、頼朝や後白河法皇の庇護を受けて神護寺、東寺、高野山大塔、東大寺、江の島弁財天など、各地の寺院を勧請し、所領を回復したり建物を修復した。また頼朝のもとへ弟子を遣わして、平維盛の遺児六代の助命を嘆願し、六代を神護寺に保護する。
頼朝が征夷大将軍として存命中は幕府側の要人として、また神護寺の中興の祖として大きな影響力を持っていたが、頼朝が死去すると将軍家や天皇家の相続争いなどのさまざまな政争に巻き込まれるようになり、三左衛門事件に連座して源通親に佐渡国へ配流される。通親の死後、建仁2年（1202年）に許されて京に戻るが、翌建仁3年（1203年）に、後鳥羽上皇に謀反の疑いをかけられ、対馬国へ流罪となる途中、鎮西で客死した。墓所は遺言により神護寺の裏山山頂の眺望の良い場所にある。ただし、文覚は伝説の多い人物であり、隠岐や信州高遠など、死没地とされる場所が各所にあり、それぞれの多くにも墓所とされる場所がある。

## 人物
『玉葉』によれば、頼朝が文覚を木曾義仲のもとへ遣わし、平氏追討の懈怠や京中での乱暴などを糾問させたという。
『愚管抄』には、乱暴で、行動力はあるが学識はなく、人の悪口を言い、天狗を祭るなどと書かれ、また、文覚と頼朝は四年間朝夕慣れ親しんだ仲であるとする。
『井蛙抄』によれば、同時代の僧侶西行を憎んでいたとの噂があったと言う。
『平家物語』では巻第五の「文覚荒行」、「勧進帳」、「文覚被流」、「福原院宣」にまとまった記述があり、海の嵐をも鎮める法力を持つ修験者として描かれている。頼朝に亡父源義朝の髑髏を示して蹶起をうながしたり、配流地の伊豆から福原京の藤原光能のもとへ赴いて後白河法皇に平氏追討の院宣を出させるように迫り、頼朝にわずか8日で院宣をもたらした。巻十二の「泊瀬六代」では頼朝に直接六代助命の許し文を受け取りにいく。また後鳥羽上皇の政を批判したため隠岐国に流されるが、後に上皇自身も承久の乱で隠岐国に流される結果になったとする。いずれも史実との食い違いが多く、『平家物語』特有のドラマチックな脚色がなされていると言えるが、何らかの方法で後白河の密旨が頼朝にもたらされた可能性は高いとする見解もある。
『源平盛衰記』は、出家の原因は、従兄弟で同僚の渡辺渡（わたなべわたる）の妻、袈裟御前に横恋慕し、誤って殺してしまったことにあるとする。稀代の扇動者、文覚の前日譚が文覚発心である。事件は創作とされるが、登場する袈裟御前は絶世の美女、孝道と貞節の狭間で死を選んだ貞女とされてきた。
和歌山県かつらぎ町笠田（かせだ）には文覚が開削したとする伝承が伝わる文覚井（もんがくゆ）が所在している。文覚井は紀伊国桛田荘（かせだのしょう）を灌漑した中世の用水路。
那智滝の下流に文覚が修行をしたという「文覚の滝」が存在し、滝に打たれる文覚の元に不動明王の使いがやってきて修行を成就するシーンがよく描かれる。この滝は2011年（平成23年）の紀伊半島大水害で消滅した。
島根県隠岐郡知夫村に伝わる伝承では、正治2年（1200年）に隠岐知夫里島に流罪となったとされ、かつての同志である安藤帯刀に世話になったのちに、西ノ島の洞窟で修業を行い、没後は知夫里島に埋葬されたとされる。島根県隠岐郡西ノ島町に文覚が修行をした文覚窟、知夫村には文覚上人の墓がある。

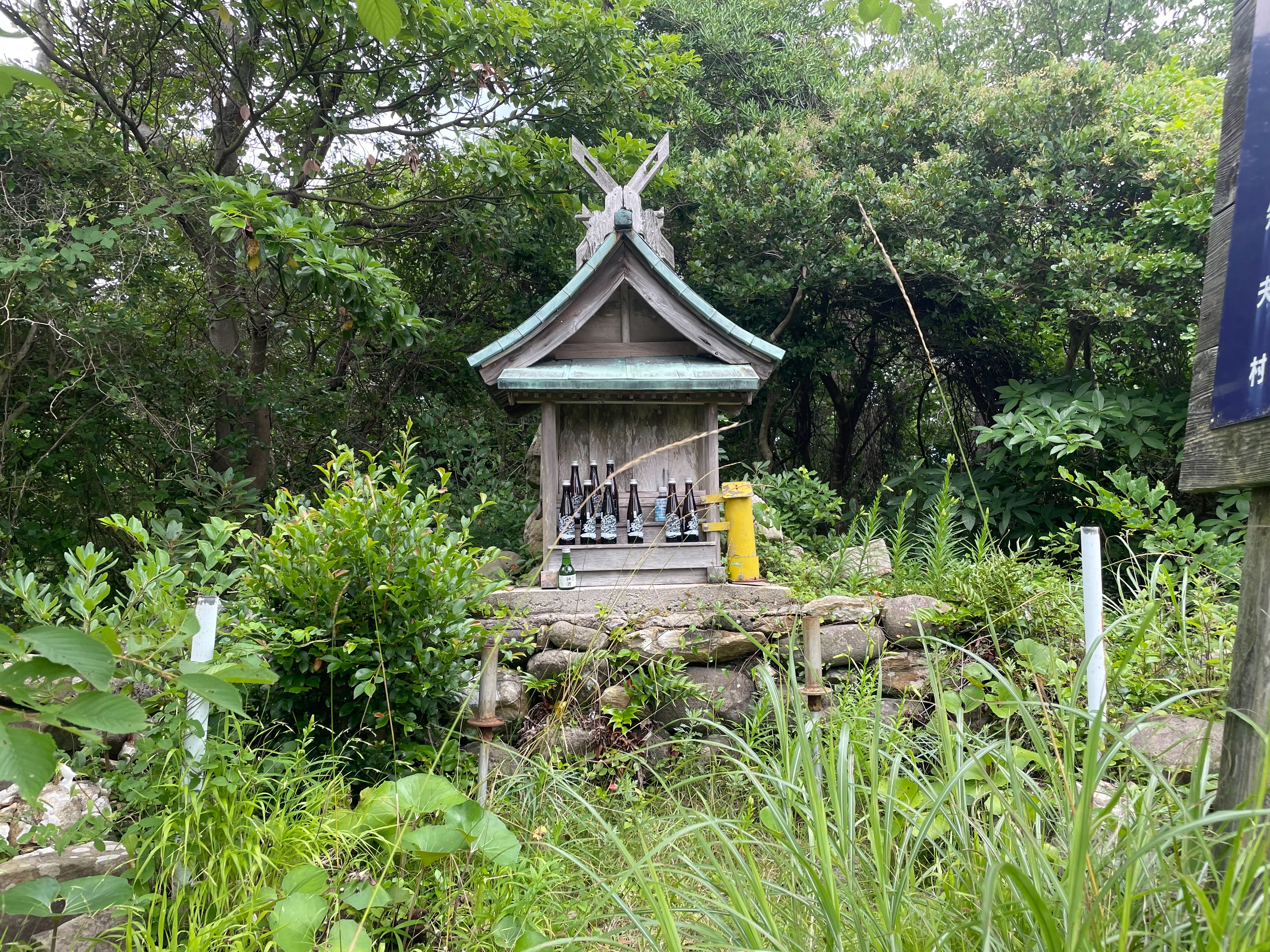
知夫村にある文覚上人の墓
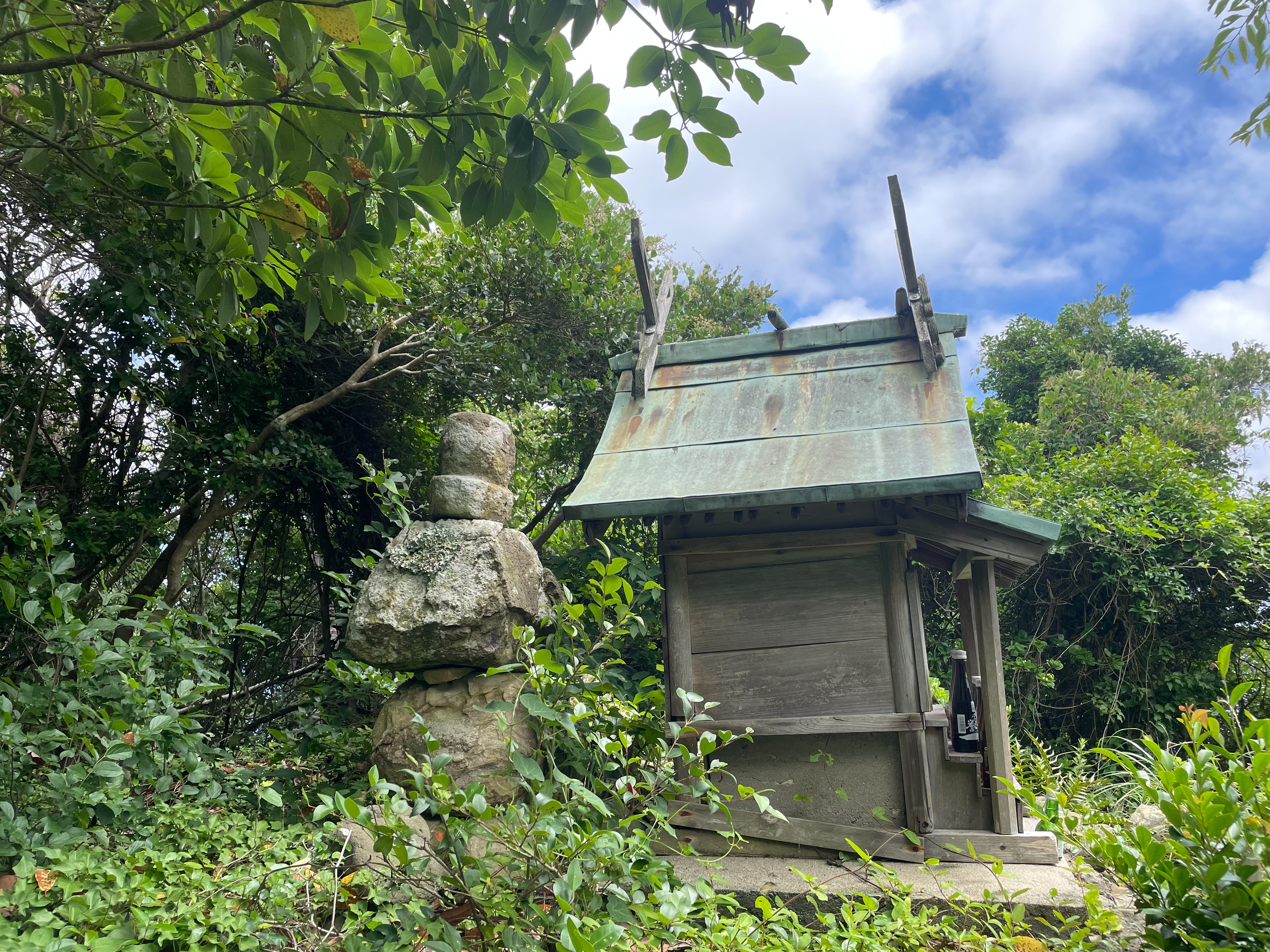
知夫村にある文覚上人の五輪塔

## 伝記
- 山田昭全『文覚』吉川弘文館〈人物叢書〉、2010年2月、オンデマンド版　2024年10月　ISBN　9784642752565

## 関連作品
- 近松門左衛門 人形浄瑠璃『平家女護島』
- 明治期に長唄『鳥羽の恋塚』が作られた。夫殺しを勧められて、盛遠に覚悟の上で討たれた袈裟御前の悲話。
- 上方落語に『袈裟御前』がある。
- 芥川龍之介の小説に『袈裟と盛遠』がある[9]。
- 菊池寛に戯曲『袈裟の良人』がある。
  - 上記戯曲を原作とした映画『地獄門』（監督・衣笠貞之助）は、長谷川一夫が遠藤盛遠に扮し、渡辺渡（山形勲）の妻の袈裟御前（京マチ子）に横恋慕し、出家にいたるドラマを描いている。第7回カンヌ国際映画祭でグランプリを受賞した。
- 石井歓のオペラに『袈裟と盛遠』がある。
- 河村恵利の漫画『清水鏡』収録の「血の涙」には遠藤盛遠と袈裟御前が登場する。

映画
- 文覚上人一代記（1913年） - 演：尾上松之助
- 文覚上人（1922年） - 演：尾上松之助
- 鳥羽の恋塚（1924年） - 演：市川荒太郎
- 袈裟と盛遠（1939年） - 演：嵐寛寿郎
- 富士に立つ若武者（1961年） - 演：大河内伝次郎

テレビドラマ
- 袈裟の死（1962年、TBS） - 演：安井昌二
- 袈裟と盛遠（1966年、CX） - 演：平幹二朗
- 新・平家物語（1972年、NHK大河ドラマ） - 演：近藤洋介
- 草燃える（1979年、NHK大河ドラマ） - 演：観世栄夫
- 炎立つ（1993-1994年、NHK大河ドラマ） - 演：深水三章
- 鎌倉殿の13人（2022年、NHK大河ドラマ） - 演：市川猿之助 (4代目)